# Kannabigerol
Kannabigerol (CBG) – organiczny związek chemiczny z grupy kannabinoidów występujący w konopiach. Nie wykazuje działania psychoaktywnego. CBG może obniżać ciśnienie tętnicze.

Przeczytaj ostrzeżenie dotyczące informacji medycznych i pokrewnych zamieszczonych w Wikipedii.